# Peter Thielen (Geistlicher)

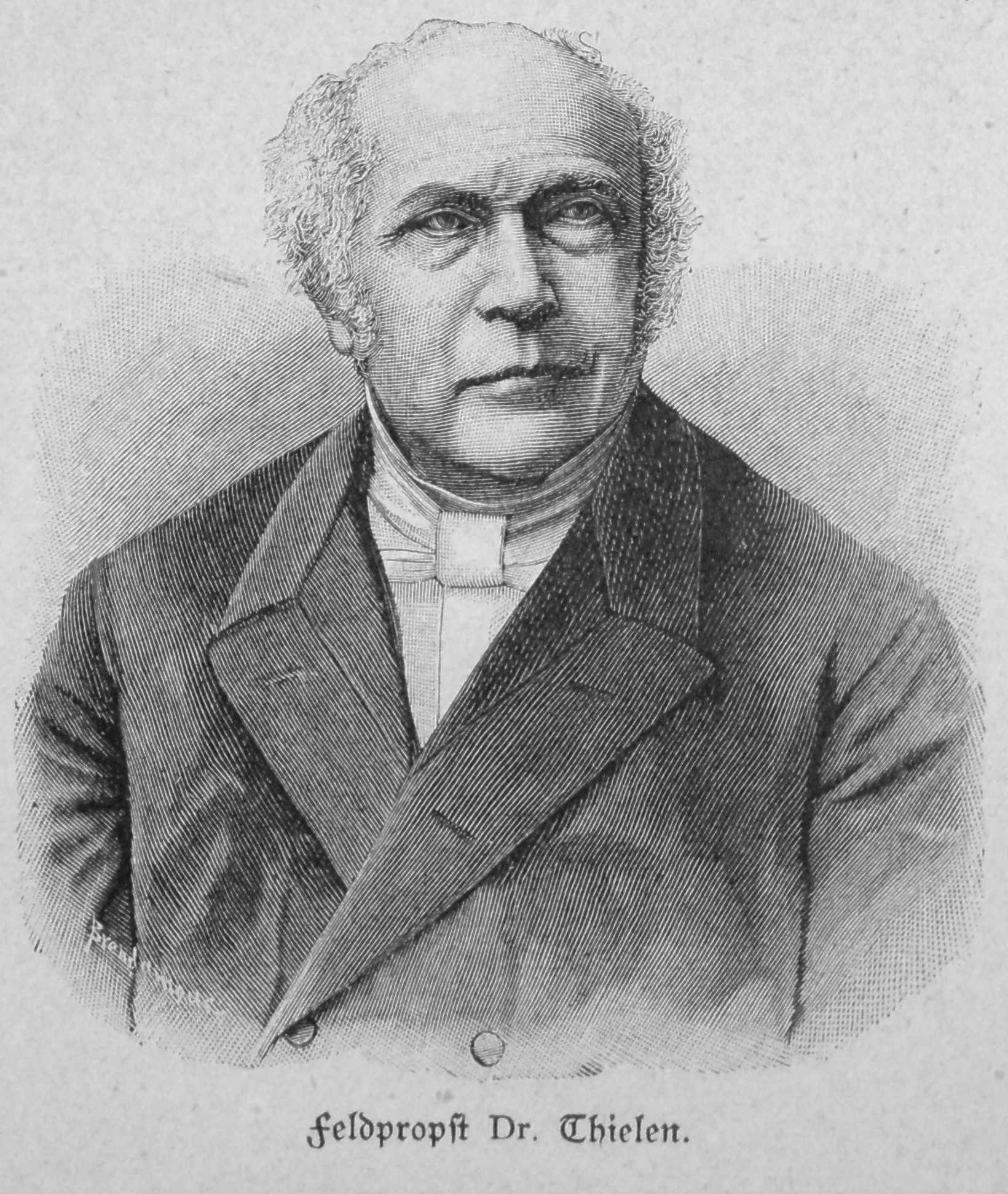
Peter Thielen

Peter Thielen (* 24. Oktober 1806 in Mülheim an der Ruhr; † 4. Juli 1887 in Potsdam) war ein deutscher Militärseelsorger und Feldpropst der preußischen Armee.

## Leben und Wirken
Peter Thielen wurde als Sohn des Mülheimer Schiffbaumeisters Hermann Thielen und seiner Frau Katharina Hülsmann geboren. Nach dem Schulbesuch in Mülheim, Duisburg und Detmold nahm er ein Theologiestudium an der Universität Bonn auf, das er im Alter von 21 Jahren mit Prädikat abschloss.
Als junger Pfarrer war er zunächst in seiner Heimatstadt Mülheim an der Ruhr tätig, bevor er 1831 als preußischer Militärpfarrer nach Wesel berufen wurde. Kurz darauf folgte die Beförderung zum Divisionspfarrer in Düsseldorf. Dort predigte er in der Garnisonskirche. Als Vorsitzender des Presbyteriums der evangelischen Gemeinde Düsseldorfs beaufsichtigte er auch die dortige Luisenschule. 1844 wurde er zum Militäroberpfarrer des II. Armeekorps in Koblenz ernannt.
1860 übernahm Thielen vom schwer erkrankten Feldpropst Bollert das höchste geistliche Amt innerhalb der preußischen Armee. Noch vor der offiziellen Einführung in dieses Amt wurde er nach Königsberg beordert, wo er am 18. Oktober 1861 die Weiherede bei der Krönung des preußischen Königs Wilhelm I. hielt.
1871 verlieh ihm die Universität Bonn die theologische Ehrendoktorwürde. 1880 ernannte ihn seine Heimatstadt Mülheim an der Ruhr anlässlich seines bevorstehenden 50-jährigen Berufsjubiläums zum Ehrenbürger. Dies war die erste Ehrenbürgerschaft in der Geschichte Mülheims. Er war außerdem Inhaber des Kronenordens 2. Klasse, Ritter des Roten Adlerordens, Inhaber des Komturkreuzes der Hohenzollern sowie Träger des Ritterkreuzes 1. Klasse des Zähringer Löwenordens.
Im Januar 1887 schied er wegen eines schweren Darmleidens aus dem Dienst aus und zog sich in den Ruhestand nach Potsdam zurück, wo er wenige Monate später verstarb. Sein Leichnam wurde nach Berlin überführt und auf dem Alten Garnisonfriedhof beigesetzt.

## Ehen und Kinder
Erste Ehe 1831 mit Anna Engels (1808–1866) aus Mülheim an der Ruhr. Ihre Kinder waren:
- Karl von Thielen (1832–1906), preußischer Staatsminister
- Anna Thielen (1836–1898), verheiratet mit dem Hofprediger Bernhard Rogge
- Hermann Thielen (1844–1915), Präsident der Handelskammer Mülheim/Oberhausen

Zweite Ehe 1868 mit Mathilda Schulz aus Berlin.

## Gedenken

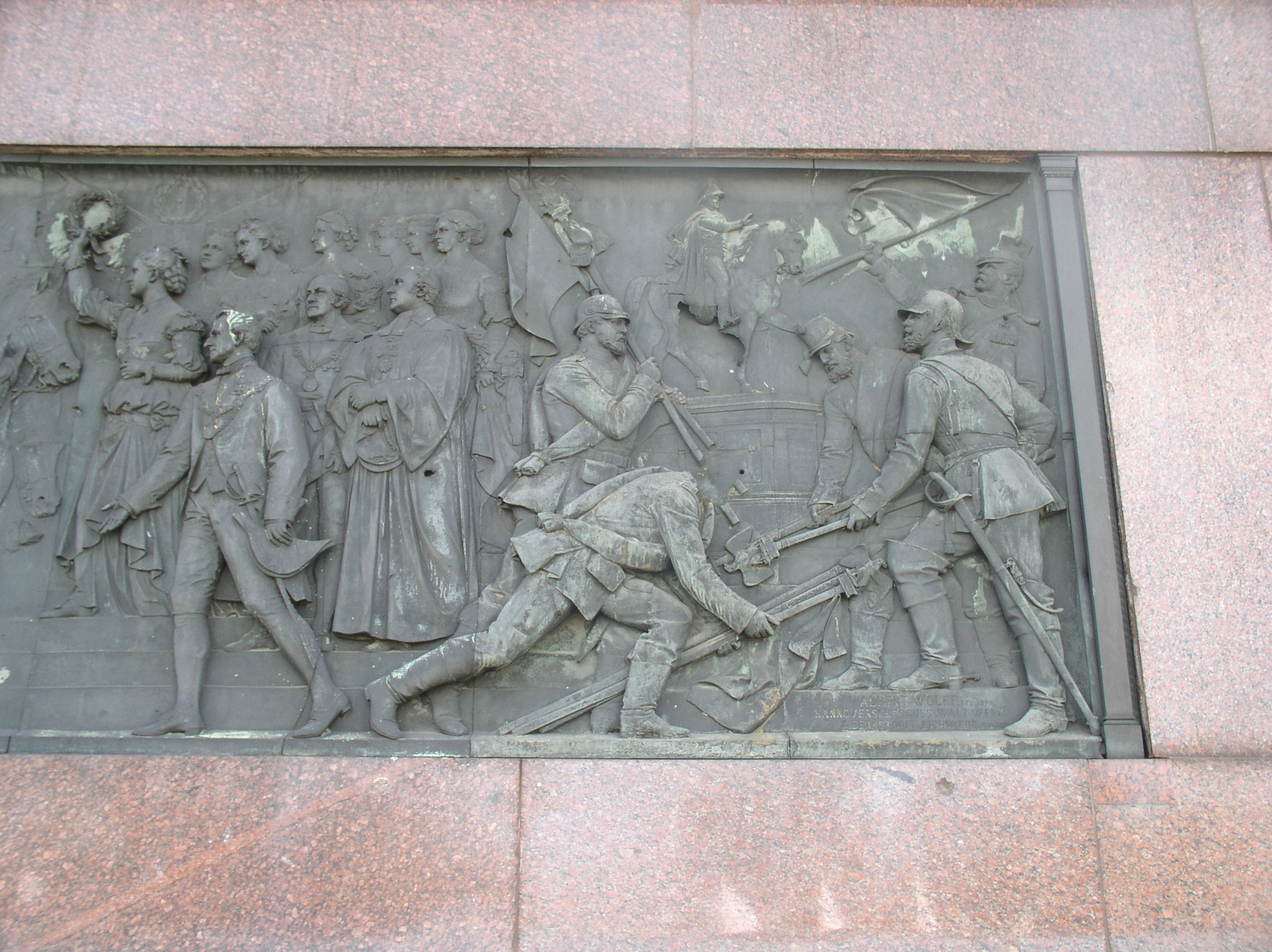
Peter Thielen auf Albert Wolffs Relief Einzug der Truppen in Berlin im Sockel der Berliner Siegessäule

Auf dem Sockel der Berliner Siegessäule verewigte der Bildhauer Albert Wolff das Stadtbild Thielens vor einer Gruppe von Ehrendamen im Relief Einzug der Truppen in Berlin (1873).